# Georges Laplace
Pour les articles homonymes, voir Laplace.
Georges Laplace est un préhistorien français né le 13 août 1918 à Pau où il est décédé le 21 septembre 2004. Il a apporté des contributions substantielles en archéologie préhistorique concernant le Paléolithique supérieur Européen et l'analyse des industries lithiques préhistoriques, et animé la revue Dialektikê. Cahiers de typologie analytique.

## Biographie
Il naît à Pau, d'une mère couturière et d'un père cheminot. Il passe par l'École normale d'instituteurs de Lescar (actuel lycée Jacques-Monod)[réf. nécessaire] et devient instituteur à Esquiule (Basses-Pyrénées) en 1938. Il est appelé sous le drapeau en 1938, participe à la Seconde Guerre mondiale en 1939-1940 et est démobilisé en septembre 1940. Arrêté en septembre 1941 pour actes de résistance, il est libéré et s'inscrit à l'université de Montpellier en 1942. Mais en 1943 il reprend la lutte comme chef de Corps Francs à Dieulefit (Drôme), puis instructeur dans les équipes volantes de l'école des cadres d'Uriage devenue clandestine (maquis du Vercors). Il se retrouve aussi dans les rangs de l'ORA comme lieutenant chargé de l'instruction et d'opérations dans le Dauphiné et la Savoie, puis sur le front des Alpes dans les rangs de la 25e Division alpine en 1944.[réf. nécessaire] Il est ensuite affecté dans les organisations de Résistance intérieure (« Nouvelles Équipes de Résistance Française ») puis se retrouve dans l'armée régulière. Mai 1947 le voit retourner à la vie civile ; trois mois plus tard en août il est promu lieutenant de réserve.
À partir de 1947, il entreprend des études supérieures aux universités de Toulouse et Bordeaux et obtient une licence de lettres qui inclut géographie générale, géographie régionale, cartographie, histoire moderne et contemporaine, et archéologie préhistorique. En septembre de cette année-là, il participe pour la première fois à un chantier de fouilles, auprès de son professeur Louis Méroc dans les grottes de Montmaurin (Haute-Garonne). En 1948, il est admis comme membre de la Société préhistorique française grâce à Louis Méroc et Raoul Cammas. En 1950, Méroc intercède en sa faveur auprès de l'abbé Breuil et de Henri Vallois. Il entre au CNRS comme attaché de recherche sous la tutelle de Henri Vallois. Il poursuit des recherches de terrain en Algérie, en Tunisie, et dans les Pyrénées aux côtés de José Miguel de Barandiarán y Ayerbe.
En 1954, il est nommé membre correspondant de la Commission supérieure des monuments historiques pour le département des Basses-Pyrénées. De 1956 à 1958, il est membre de l'École française de Rome, sur proposition de H. Breuil et R. Lantier. En 1959 il présente son mémoire de l'École française de Rome à l'Institut de France. Revenu en France, il soutient son doctorat d'État en sciences naturelles en 1961 à l'université de Poitiers, Recherches sur l'origine et l'évolution des complexes leptolithiques. Vers 1960, il se dispute avec Louis Méroc à propos de la publication des fouilles de la grotte des Abeilles. Méroc cesse alors de l'inviter sur le site de Montmaurin.
En 1968, il est nommé maître de recherche au CNRS, et fonde le Centre de recherches d'Arudy (renommé en 1973 Centre de palethnologie stratigraphique « Eruri », contraction de paléo-ethnologie, en référence à la paletnologia italienne). Ce centre n'est pas créé sous tutelle du CNRS, mais en accord avec le maire d'Arudy, Georges Houraa, qui est de ses amis, et l'administration du parc national des Pyrénées, nouvellement créé, et dont il joint le conseil scientifique. À partir de 1971, il assure un enseignement à l'université de Pau. En 1973, paraît le premier volume de la revue Dialektikê. Cahiers de typologie analytique dont il dirige la publication jusqu'en 1987. Il devient directeur de recherche honoraire au CNRS en 1983.
Il fait don de ses collections particulières au Musée national de Préhistoire des Eyzies en 1993.
Le 18 mai 1999, il est décoré Chevalier de la Légion d'honneur.

## Méthode de fouille
Depuis le XIXe siècle, des archéologues ont employé des coordonnées cartésiennes dans un repère orthonormé pour le localiser les restes archéologiques lors de fouilles (par exemple, William Pengelly à Kents Cavern, ou Flinders Petrie à Tell el-Hesy, etc.). Dans le sud-ouest de la France, ce type de repérage était employé par Henri Bégouën dans ses fouilles des grottes du Volp dès les années 1930. Louis Méroc, élève de Begouën, l'employait également lors de ses fouilles des grottes de Montmaurin (comme exposé dans une lettre à Henri Breuil du 7 mai 1946,). De même, dès 1946, André Leroi-Gourhan utilisait  une méthode d'enregistrement des données chronostratigraphiques similaire dans son école de fouilles aux grottes d'Arcy-sur-Cure. Aux grottes de Montmaurin, Méroc organisa de 1946 à 1961 ses travaux sous la forme d'une école de fouilles. Cette organisation favorisa la diffusion de cette méthode d'enregistrement parmi les archéologues qui venaient y travailler. Ce fut le cas de Georges Laplace, qui y participa de 1947 à 1952.
Dès 1948, Laplace appliqua cette méthode aux fouilles qu'il menait à la Tute de Carrelore à Lurbe. En 1954, il fit paraître un article, co-signé avec Louis Méroc, exposant la méthode de repérage :
- la zone fouillée est subdivisée en carrés de 1 m de côté (carroyage) au sein desquels les pièces sont repérées par deux coordonnées (x et y) comprises entre 0 et 100 cm ;
- la troisième dimension (z) correspond à l'altitude des pièces et est mesurée par rapport à un niveau de référence[19].

Il s'agissait d'établir un repérage stratigraphique fiable, permettant ensuite de réaliser l'analyse typologique des objets en étant assuré de connaître avec précision leurs positions relatives. En 1971, Laplace publia une nouvelle systématisation de cette approche, en y ajoutant les éléments suivants :
- une distinction entre les diagrammes de position et les coupes stratigraphiques, établis en parallèle lors de la fouille ;
- des diagrammes de position frontal ou latéral, total ou partiel, dont :
  - des coupes stratigraphiques frontale ou latérale, normale ou intermédiaire ;
  - l'utilisation exclusive des plans et plans-diagrammes pour les couches minces ou les sols caractérisés ;
- le report des coordonnées numériques sur le carnet de fouille ;
- la représentation conventionnelle des éléments des couches et de l'accroissement des espèces d'éléments représentés.

Ce perfectionnement accroissait plus encore le niveau d'abstraction des données enregistrées lors des fouilles.
Les publications de 1954 et 1971 contribuèrent à la diffusion de cette méthode d'enregistrement. Elle fut ainsi appliquée par Laplace et ses collaborateurs à la fouille de plusieurs gisements archéologiques en France, dont la Tute de Carrelore à Lurbe, la grotte du Poeymaü à Arudy, la grotte de Gatzarria à Ossas-Suhare, l'abri Olha 2 à Cambo-les-Bains. Elle fut aussi diffusée et adaptée au Mexique, au Pays Basque (dès 1956 par José Miguel de Barandiarán y Ayerbe à la grotte Lezetxiki à Arrasate), en Catalogne (dès 1973 par Francesc Martí Jusmet à la grotte de Les Ànimes à Matadepera) et en Italie (dès 1969 par Mara Guerri à la grotte Spagnoli à Rignano Garganico).

## La typologie analytique et structurale
Jusqu'aux années 1970, de vives controverses opposent les préhistoriens à propos de la définition des différents types d'industries lithiques. La « typologie analytique et structurale », initialement élaborée par Laplace dans les années 1950, puis constamment complétée et améliorée par ses collaborateurs jusqu'à la fin des années 1990, est une contribution à ces débats. L'intitulé « typologie analytique et structurale » recouvre un ensemble articulé de méthodes comprenant :
- une taxonomie ;
- un ensemble de coefficients métriques et leur méthode de représentation graphique ;
- une notation codée pour la description des pierres ;
- un ensemble articulé de procédures statistiques permettant l'analyse des données codées.

Les « Séminaires de typologie » organisés par Laplace de 1969 à 1987 permettent d'apporter de nombreuses améliorations méthodologiques à cette approche. La marque du structuralisme, référence alors omniprésente dans les milieux scientifiques et intellectuels, se traduit par l'appellation « typologie analytique et structurale » donnée à la méthode à partir de 1973. La notion de structure fait référence à la formalisation mathématique. Dans cette approche, cette formalisation concerne, d'une part, la composition typologique des ensembles d'objets lithiques associés aux couches archéologiques et, autre part, l'évolution de ces compositions d'une couche à l'autre. En typologie analytique, les types d'objets lithiques ne sont pas établis a priori mais sont obtenus en combinant des critères de description élémentaires (dits « types primaires »). Les procédures quantitatives employées empruntent aux statistiques descriptives, à la théorie de l'information, à l'analyse des données, et à la classification automatique.
La typologie analytique et structurale a surtout été adoptée et employée hors de France, en Italie et en Espagne principalement (en Catalogne et au Pays Basque). En France, elle est restée d'un emploi très marginal parmi les archéologues préhistoriens, utilisée par exemple par François Lévêque lors de son étude des industries lithiques de la Grande Roche à Quinçay,.

## Le «Groupe international de typologie» et les séminaires d'Arudy
Entre 1969 et 1987, la méthode de typologie analytique est développée collectivement dans le cadre des « Séminaires de typologie », tenus annuellement au Centre de palethnologie stratigraphique d'Arudy. Ces séminaires permettent la formation d'un « Groupe international de typologie » rassemblant principalement des chercheurs français, italiens et espagnols, ainsi que la publication d'une revue. Le premier fascicule paraît en 1972 sous le titre de Cahiers de typologie analytique. Dès l'année suivante, en 1973, elle est renommée Dialektikê. Cahiers de typologie analytique, et continue de paraître jusqu'en 1987.

## Publications
- [Laplace 1949] Georges Laplace-Jauretche, « Gisement azilien de la Tute de Carrelore, à Lurbe (Basses Pyrénées). Découvertes et outillages », Bulletin de la Société de sciences naturelles de Toulouse, vol. 84,‎ 1949, p. 227-236.
- Georges Laplace-Jauretche, « Les couches à escargots des cavernes pyrénéennes et le problème de l'Arisien de Piette », Bulletin de la Société préhistorique de France, vol. 50, no 4,‎ 1953, p. 199-211 (DOI 10.3406/bspf.1953.3030, lire en ligne)
- [Laplace & Méroc 1954] Georges Laplace-Jauretche et Louis Méroc, « Application des coordonnées cartésiennes à la fouille d'un gisement », Bulletin de la Société Préhistorique Française, vol. 51, nos 1-2,‎ 1954, p. 58-66 (DOI 10.3406/bspf.1954.12427, lire en ligne [sur persee]).
- Georges Laplace-Jauretche, « Application des méthodes statistiques à l'étude du Mésolithique », Bulletin de la Société préhistorique de France, vol. 51, nos 3-4,‎ 1954, p. 127-139 (DOI 10.3406/bspf.1954.3074, lire en ligne)
- Georges Laplace-Jauretche, « Découverte d'un gisement à galets taillés (Pebble culture) dans le quaternaire ancien du plateau de Mansourah (Constantine) », Bulletin de la Société préhistorique de France, vol. 53, nos 3-4,‎ 1956, p. 215-216 (DOI 10.3406/bspf.1956.3323, lire en ligne)
- Georges Laplace-Jauretche, « Typologie statistique et évolution des complexes à lames et lamelles », Bulletin de la Société préhistorique de France, vol. 53, nos 5-6,‎ 1956, p. 271-290 (DOI 10.3406/bspf.1956.3334, lire en ligne)
- Georges Laplace-Jauretche, « Les Industries de Roc'h-Toul et de Parc-ar-Plenen en Guiclan (Finistère) », Bulletin de la Société préhistorique de France, vol. 54, nos 7-8,‎ 1957, p. 422-438 (DOI 10.3406/bspf.1957.7853, lire en ligne)
- [Laplace 1957] Georges Laplace-Jauretche, « Typologie analytique. Application d'une nouvelle méthode d'étude des formes et des structures aux industries à lames et lamelles », Quaternaria, vol. 4,‎ 1957, p. 133-164 (DOI 10.5281/zenodo.5775623).
- [1966] Georges Laplace (préf. Jean Bayet), Recherches sur l'origine et l'évolution des complexes leptolithiques (monographie), Paris, Éd. de Boccard, Publications de l'École française de Rome, coll. « Mélanges d'archéologie et d'histoire » (no 4 (supplément)), 1966, 586 p., sur persee (lire en ligne).
- [1971] « De l'application des coordonnées cartésiennes à la fouille stratigraphique », Munibe, vol. XXIII,‎ 1971, p. 223-236 (lire en ligne [PDF] sur citeseerx.ist.psu.edu, consulté en décembre 2020).
- Georges Laplace, « Application de la phytocinétique biogéographique de Paul Rey à la géologie dynamique du Quaternaire : le cyclothème ombrothermique », Dialektikê. Cahiers de typologie analytique, vol. 1,‎ 1973, p. 53-54 (DOI 10.5281/zenodo.2586761)
- Georges Laplace, « Le cyclothème ombrothermique », Dialektikê. Cahiers de typologie analytique, vol. 1,‎ 1973, p. 21-31. (DOI 10.5281/zenodo.2583860)
- Georges Laplace, « Bibliographie de typologie analytique. Méthodologie », Dialektikê. Cahiers de typologie analytique, vol. 1,‎ 1973, p. 52 (DOI 10.5281/zenodo.2583864)
- Georges Laplace, « À propos de la méthode », Dialektikê. Cahiers de typologie analytique, vol. 2,‎ 1974, p. 11-14 (DOI 10.5281/zenodo.2583929)
- Georges Laplace, « Schéma de la dynamique des modes de retouche », Dialektikê. Cahiers de typologie analytique, vol. 2,‎ 1974, p. 10 (DOI 10.5281/zenodo.2583927)
- Georges Laplace, « Diagrammes des aires et des allongements. Indices de grandeur absolue et quadratique de carénage », Dialektikê. Cahiers de typologie analytique, vol. 2,‎ 1974, p. 5-9 (DOI 10.5281/zenodo.2583877)
- Georges Laplace, « De la dynamique de l'analyse structurale ou la typologie analytique », Rivista di scienze preistoriche, vol. 29,‎ 1974, p. 3-71
- [1974] Georges Laplace, « La typologie analytique et structurale : base rationnelle d'étude des industries lithiques et osseuses », dans Banques de données archéologiques (Colloques nationaux du CNRS), 1974 (ISBN 2-222-01661-4), p. 91-143.
- Georges Laplace, « Distance du Khi 2 et algorithme de classification hiérarchique. Formule du Khi 2 », Dialektikê. Cahiers de typologie analytique, vol. 3,‎ 1975, p. 22-37 (DOI 10.5281/zenodo.2583950)
- Georges Laplace et Michel Livache, « Précisions sur la démarche de l'analyse structurale », Dialektikê. Cahiers de typologie analytique, vol. 3,‎ 1975, p. 8-21 (DOI 10.5281/zenodo.2583942)
- Georges Laplace, « Notes de typologie analytique : anatomie et orientation de l'éclat brut ou façonné », Dialektikê. Cahiers de typologie analytique, vol. 4,‎ 1976, p. 30-34 (DOI 10.5281/zenodo.2584013)
- Georges Laplace, « Notes de typologie analytique. Orientation de l'objet et rectangle minimal », Dialektikê. Cahiers de typologie analytique, vol. 5,‎ 1977, p. 32-53 (DOI 10.5281/zenodo.2584046)
- Georges Laplace, « Analyse matricielle de la contingence. Niveaux et réseaux d'homogénéité », Dialektikê. Cahiers de typologie analytique, vol. 6,‎ 1978, p. 7-27 (DOI 10.5281/zenodo.2584073)
- Georges Laplace, « Le « Lien » comme mesure de l'information dans un tableau de contingence », Dialektikê. Cahiers de typologie analytique, vol. 7,‎ 1980, p. 1-15 (DOI 10.5281/zenodo.2584115)
- Georges Laplace, « Le lien calculé à partir des données des niveaux de l'Abri no 1 de Chinchon à Saumane-de-Vaucluse », Dialektikê. Cahiers de typologie analytique, vol. 7,‎ 1980, p. 16-24 (DOI 10.5281/zenodo.2584126)
- [Laplace 1981] Georges Laplace, « Algorithme de segmentation dans la matrice d'homogénéité », Dialektikê. Cahiers de typologie analytique, no 8,‎ 1981, p. 15-28 (ISSN 1169-0046, DOI 10.5281/zenodo.2584146).
- Georges Laplace, « Recherches sur le passage de la latéralité à la transversalité », Dialektikê. Cahiers de typologie analytique, vol. 9,‎ 1982, p. 30-38 (DOI 10.5281/zenodo.2584235)
- Georges Laplace, « Représentations graphiques d'un tableau de contingence », Dialektikê. Cahiers de typologie analytique, vol. 10,‎ 1984, p. 68-80 (DOI 10.5281/zenodo.2584401)
- Georges Laplace, « Un exemple de nouvelle écriture de la grille typologique », Dialektikê. Cahiers de typologie analytique, vol. 11,‎ 1987, p. 16-21 (DOI 10.5281/zenodo.2585701)
- [Laplace & Saenz 2002] Georges Laplace et Andoní Sáenz de Buruaga, « Typologie analytique et structurale des complexes du Moustérien de la grotte de Gatzarria (Ossas-Suhare, Pays basque) et de leurs relations avec ceux de l'abri Olha 2 (Cambo, Pays basque) », Pyrenae, nos 33-34,‎ 2002-2003, p. 81-163 (lire en ligne [PDF] sur core.ac.uk, consulté en novembre 2020).
- [Laplace 2020] Georges Laplace, « Autorité et tradition en taxinomie », Zilsel, vol. 7, no 2,‎ 2020, p. 397 (ISSN 2551-8313 et 2553-6133, DOI 10.3917/zil.007.0397, lire en ligne, consulté en septembre 2020).